# 细梗杨桐
细梗杨桐（学名：Adinandra filipes）为山茶科杨桐属下的一个种。

## 扩展阅读
- 維基物種上的相關：细梗杨桐